# Tommaso Minardi

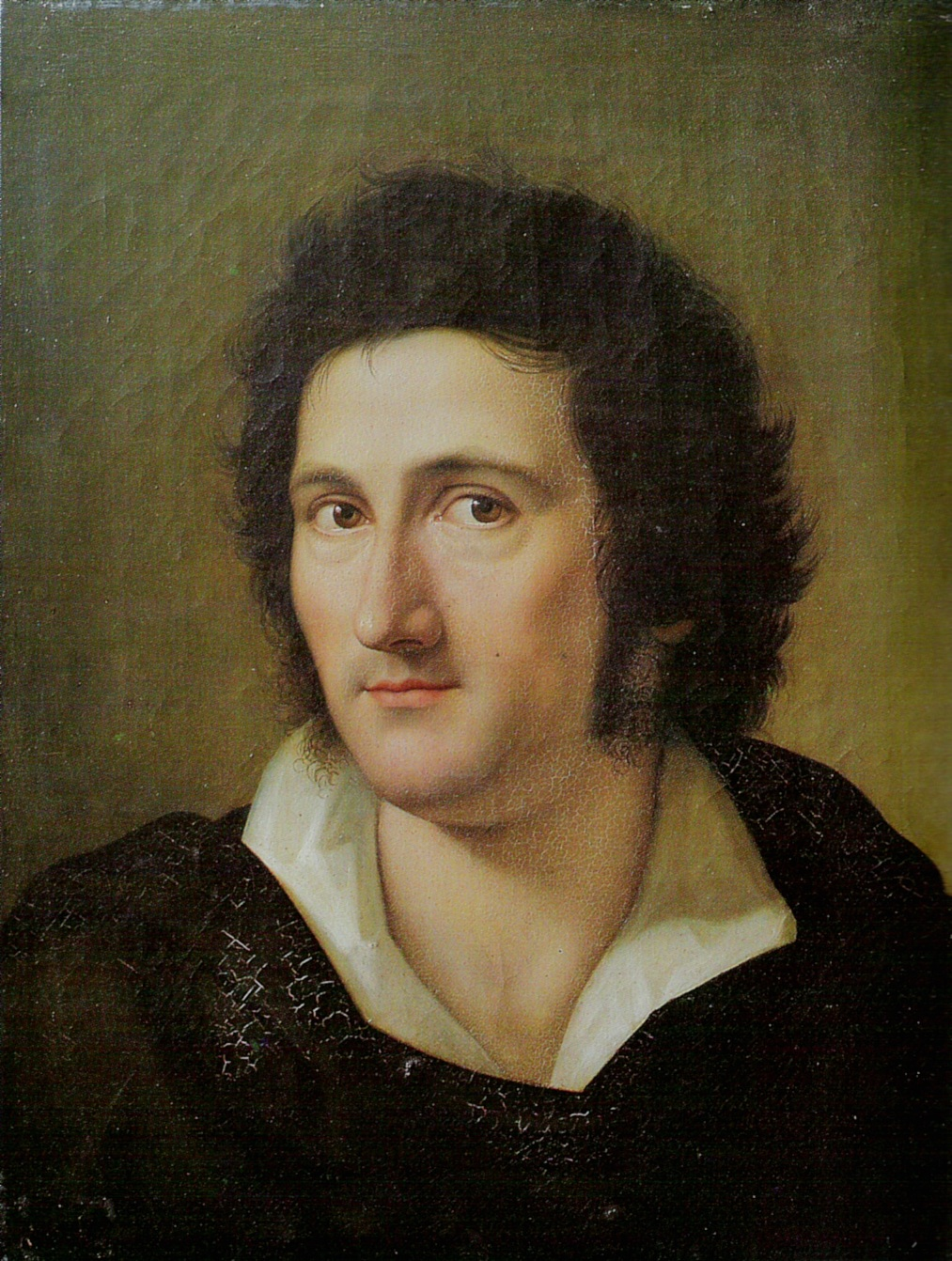
Tommaso Minardi por Carl Adolf Senff.

Tommaso Minardi (Faenza, 4 de diciembre de 1787- Roma , 12 de enero de 1871) fue un pintor italiano perteneciente al movimiento purista italiano, siendo su principal representante en Roma.

## Biografía
En 1800 comienza a estudiar arte y diseño, en particular en la escuela privada de Giuseppe Zauli. En 1803 se traslada a Roma para continuar sus estudios de arte, gracias a una beca de cinco años otorgada por la Compañía de San Gregorio. Una de las obligaciones contractuales de la beca era enviar una de sus obras a Faenza cada año. El 1808 llega a Bolonia, donde en 1810 gana un concurso creado por la Academia de Bellas Artes de la ciudad, consiguiendo una pensión para estar en Roma durante tres años. Allí entrará en contacto con las personalidades más destacadas de la vida artística y política de la ciudad, estudiando en la Academia de San Lucas.
Se formó dentro del entorno del neoclasicismo romano, conociendo a Felice Giani y Vincenzo Camuccini, pero sin comprometerse del todo con su formalismo. No fue un pintor muy prolífico, pero sí de mucha calidad. En su obra se repiten los temas literarios e históricos.
Dedicó gran parte de su tiempo a la docencia. Entre 1819 y 1822 fue director de La Academia de Bellas Artes de Perugia donde tuvo como discípulo a Gaspar Sensi y Baldachi; entre 1821 y 1858 fue profesor de dibujo en la Academia de San Lucas en Roma. En 1829 fue uno de los fundadores de la Società degli Amatori di Belle Arti. El 1837 fue nombrado presidente de la Academia de San Lucas.
Se pueden ver obras suyas en diferentes galerías de Faenza, Florencia y Roma. También en la colección de arte de Forli y en la Academia de San Lucas de Roma. En los fondos del Museo Nacional de Arte de Cataluña se conserva uno de sus dibujos.